# Верный пастух
«Верный пастух» (итал. Il pastor fido, HWV 8a/b/c) — опера немецкого композитора эпохи барокко Георга Фридриха Генделя, написанная им в 1712 году в Лондоне. Джакомо Росси, автор либретто, уже имел опыт работы с Генделем после оперы «Ринальдо».

## История
Гендель приехал в Лондон во второй раз в ноябре 1712 года и сразу же занялся постановкой оперы «Верный пастух». Премьера состоялась 22 ноября в Театре Её Величества в Хеймаркете, постановкой руководил сам композитор. Опера не смогла повторить успеха «Ринальдо». Гендель не работал над ней со всем своим усердием, по словам критика Фрэнсиса Кольмана, «сцены представляли только страну Аркадию, костюмы были старыми, опера короткой». Однако сам композитор был доволен проделанной работой.
В 1734 году Гендель поставил вторую редакцию оперы, которая имела больший успех, чем первая. Вторая редакция оперы содержала лишь несколько сценок из первой, были добавлены арии и партии хора. Премьера состоялась 18 мая, состав исполнителей ролей был гораздо более звёздным, чем состав первой постановки: роль Миртилло исполнил известный кастрат Джованни Карестини.
В том же году вышла третья редакция оперы, поставленная в Ковент-Гардене. В эту версию были добавлены танцы, пролог в стиле французской оперы-балета. В постановке приняла участие известная балерина Мари Салле.

## Роли
| Роль     | Голос           | Исполнитель на премьере (22 ноября 1712) |
| -------- | --------------- | ---------------------------------------- |
| Миртилло | кастрат-сопрано | Валериано Пеллегрини                     |
| Сильвио  | кастрат-альт    | Валентино Урбани                         |
| Амарилли | сопрано         | Елизабетта Пилотти Скьявонетти           |
| Эурилла  | сопрано         | Франческа Маргерита де Л’Эпин            |
| Доринда  | контральто      | Джейн Барбьер                            |
| Тиренио  | бас             | Ричард Леверидж                          |

## Сюжет
В одном селе Аркадии жил Миртилло, который был безнадёжно влюблён в Амарилли. Амарилли отвергала его каждый раз, когда он признавался ей в своих чувствах, так как влюблена в Сильвио, но тот любит другую девушку. Миртилло с каждым разом настойчивее добивается Амарилли, а она с каждым разом всё резче отказывает ему и наконец убегает. После этого Миртилло решает покончить жизнь самоубийством.
Правильный сюжет оперы: Амарилли должна выйти замуж за Сильвио по велению оракула, но она любит Миртилло, отвечающего ей взаимностью. Сильвио всю свою жизнь посвящает охоте, не думая о любви. Козни подруги Амарилли, влюбленной в Миртилло, приводят к тому, что Амарилли должны казнить за измену, которую она якобы совершила по отношению к Сильвио, однако сами боги останавливают эту ужасную казнь: Амарилли соединяется в браке с Миртилло. Сильвио находит свое счастье с нимфой Дориндой.